# Estación de Ferreruela
Ferreruela es una estación ferroviaria situada en el municipio español de Ferreruela de Huerva, en la provincia de Teruel, comunidad autónoma de Aragón. Las instalaciones cuentan con servicios de media distancia (MD y Regional) operados por Renfe, siendo una parada facultativa. 

## Situación ferroviaria
La estación está situada en el punto kilómetro 29,4 de la línea de ancho ibérico Zaragoza y Sagunto, a 1027 metros de altitud sobre el nivel del mar, entre las apeaderos de Villahermosa y de Cuencabuena. El kilometraje se corresponde con el histórico trazado entre Zaragoza y Caminreal, tomando esta última como punto de partida.

## Historia
La estación fue puesta en servicio el 2 de abril de 1933 con la apertura de la línea Caminreal-Zaragoza. Las obras corrieron a cargo de la Compañía del Ferrocarril Central de Aragón que con esta construcción dotaba de un ramal a su línea principal entre Calatayud y el Mediterráneo que vía Zaragoza podía enlazar con el ferrocarril a Canfranc de forma directa. En 1941, con la nacionalización de la totalidad de la red ferroviaria española la estación pasó a ser gestionada por RENFE. 
Desde el 31 de diciembre de 2004 Renfe Operadora explota la línea mientras que Adif es la titular de las instalaciones ferroviarias. El 19 de agosto de 2020 se anunció el futuro acondicionamiento de la estación para convertirla en tres viviendas de alquiler para trabajadores de la zona, en un intento del ayuntamiento de Ferreruela para fijar población.

## La estación
Siguiendo un desvío de la carretera A-2510, se halla a unos 200 metros de las primeras casas de la población.

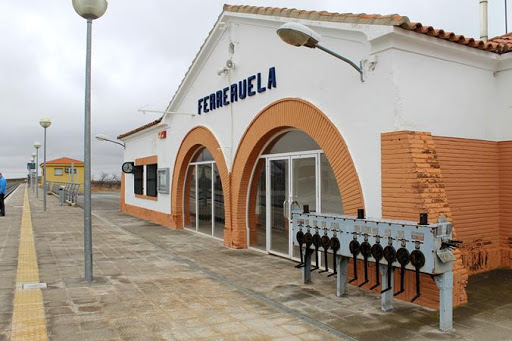
La estación de Ferreruela tras su reforma, en 2020.

El edificio de viajeros sigue el modelo planteado por el arquitecto Secundino de Zuazo Ugalde, muy difundido en la línea férrea de Zaragoza a Caminreal en los años 1928-1932. El edificio es de planta rectangular de un solo piso. Presenta dos arcos de medio punto, un tanto alargados en su luz, en su parte central a modo de porche. A los lados se disponen dos alas laterales simétricas con las diversas dependencias necesarias de la estación. Según el propio arquitecto se tuvieron en cuenta modelos de la arquitectura vernácula para la construcción de este modelo de estaciones.
La estación consta de dos andenes, uno lateral al que se accede a la vía 1 (principal) y otro central al se accede a dos vías de apartado (vías 3 y 5). Hay una cuarta vía más de apartado y estacionamiento sin acceso a andén. Los cambios de andén se hacen mediante pasos inferiores con rampa.
Existe un silo anexo cuyo muelle es atendido por esta última vía. Toda esta estructura, junto con el hecho de tener un apartadero de más de 750 m, apto para cruces de trenes de mercancías, hace de esta estación una de las más importantes del tramo Zaragoza-Teruel.

## Servicios ferroviarios

### Media distancia
En esta estación efectúan parada el Regional que une Zaragoza con Teruel y dos MD que unen Zaragoza con Valencia. Renfe presta el servicio de Regional habitualmente mediante un automotor diésel de la serie 594, mientras que el servicio MD es atendido por trenes diésel S-599.
Todas las paradas son facultativas.
| Línea | Trenes   | Origen/Destino             | Destino/Origen |
| ----- | -------- | -------------------------- | -------------- |
| 49    | MD       | Huesca/Zaragoza-Miraflores | Valencia-Norte |
| 49    | MD       | Zaragoza-Miraflores        | Valencia-Norte |
| 49    | Regional | Zaragoza-Miraflores        | Teruel         |